# 上一色
上一色（かみいっしき）は、東京都江戸川区北部の町名。現行行政地名として上一色一丁目から上一色三丁目。住居表示実施済区域。

## 地理
江戸川区北端部に位置する。北で葛飾区奥戸六丁目、東で新中川を挟んで対岸に西小岩一丁目および南小岩六丁目、南で興宮町および本一色三丁目、西で葛飾区東新小岩二丁目および同区新小岩四丁目。と隣接する。地上路線の総武本線の鉄路が地区を南北に分断するようにして東西に走り、それと直角にして南北に東京都道318号環状七号線が縦貫する。地区の東辺を新中川と接する。

### 地価
住宅地の地価は、2024年（令和6年）7月1日の地価調査によれば、上一色2-17-18の地点で32万6000円/m2となっている。

## 歴史

### 地名の由来
旧来の「上一色村」に由来。

## 世帯数と人口
2025年（令和7年）1月1日現在（江戸川区発表）の世帯数と人口は以下の通りである。
| 丁目         | 世帯数    | 人口    |
| ------------ | --------- | ------- |
| 上一色一丁目 | 723世帯   | 1,430人 |
| 上一色二丁目 | 892世帯   | 1,609人 |
| 上一色三丁目 | 732世帯   | 1,325人 |
| 計           | 2,347世帯 | 4,364人 |

### 人口の変遷
国勢調査による人口の推移。
| 年                 | 人口  |
| ------------------ | ----- |
| 1995年（平成7年）  | 4,342 |
| 2000年（平成12年） | 4,218 |
| 2005年（平成17年） | 4,295 |
| 2010年（平成22年） | 4,496 |
| 2015年（平成27年） | 4,494 |
| 2020年（令和2年）  | 4,384 |

### 世帯数の変遷
国勢調査による世帯数の推移。
| 年                 | 世帯数 |
| ------------------ | ------ |
| 1995年（平成7年）  | 1,797  |
| 2000年（平成12年） | 1,827  |
| 2005年（平成17年） | 1,871  |
| 2010年（平成22年） | 2,092  |
| 2015年（平成27年） | 2,101  |
| 2020年（令和2年）  | 2,156  |

## 学区
区立小・中学校に通う場合、学区は以下の通りとなる(2023年4月時点)。なお、江戸川区では学校選択制度を導入しており、区内全域から選択することが可能。。
| 丁目         | 番地 | 小学校                   | 中学校                 |
| ------------ | ---- | ------------------------ | ---------------------- |
| 上一色一丁目 | 全域 | 江戸川区立上一色南小学校 | 江戸川区立上一色中学校 |
| 上一色二丁目 | 全域 | 江戸川区立上一色南小学校 | 江戸川区立上一色中学校 |
| 上一色三丁目 | 全域 | 江戸川区立上一色南小学校 | 江戸川区立上一色中学校 |

## 事業所
2021年（令和3年）現在の経済センサス調査による事業所数と従業員数は以下の通りである。
| 丁目         | 事業所数  | 従業員数 |
| ------------ | --------- | -------- |
| 上一色一丁目 | 25事業所  | 232人    |
| 上一色二丁目 | 50事業所  | 196人    |
| 上一色三丁目 | 63事業所  | 376人    |
| 計           | 138事業所 | 804人    |

### 事業者数の変遷
経済センサスによる事業所数の推移。
| 年                 | 事業者数 |
| ------------------ | -------- |
| 2016年（平成28年） | 156      |
| 2021年（令和3年）  | 138      |

### 従業員数の変遷
経済センサスによる従業員数の推移。
| 年                 | 従業員数 |
| ------------------ | -------- |
| 2016年（平成28年） | 777      |
| 2021年（令和3年）  | 804      |

## 交通

### 鉄道
上一色の町域をJR総武線が通過しているが域内に鉄道駅は存在しない。以下に最寄駅を挙げる。
- 東日本旅客鉄道（JR東日本）
  - 総武線：新小岩駅（葛飾区新小岩）/小岩駅（南小岩）

### 路線バス
- 京成バス（シャトル☆セブン）
  - SS08（急行）：亀有駅～上一色中学校～一之江駅～葛西駅～葛西臨海公園駅～東京ディズニーリゾート
  - 特急：新小岩駅東北広場～上一色中学校～一之江駅※～葛西駅～東京ディズニーリゾート
  - ※特急バスは、一之江駅には新小岩駅東北広場方向のみ停車
- 都営バス
  - 新小20 ：東新小岩四丁目～新小岩駅北口～上一色～上一色中学校～（環七経由）～一之江駅
- 京成バス東京
  - 新小20：（葛飾営業所～）東新小岩三丁目～新小岩駅北口～上一色～上一色中学校～（環七経由）～一之江駅
  - 小74出入：葛飾営業所～奥戸三丁目～上一色中学校～二枚橋～小岩駅

主に環七通りに上記の路線バスが走行し、新小岩駅や一之江駅などと結ばれている。新小20系統は都営・京成バス東京の共同運行となっている。都営の車両では京成・京成バス東京の、京成・京成バス東京の車両では都営の一日乗車券などは利用できない。

都営バス・京成バス東京は上記の間にあるバス停すべてに停車するが、急行・特急バスのシャトル☆セブンは上一色の町域内では上一色中学校バス停のみ停車する。一之江駅・葛西駅方面のシャトル☆セブンを利用する場合、行先を乗務員に告げてから料金を支払う方式となっている。京成バス・京成バス東京共通の都内一日乗車券や東京都シルバーパスは都内区間に限り利用できる（東京ディズニーリゾートへは別料金が必要）。

### 道路・橋梁
道路
- 東京都道315号御徒町小岩線（蔵前橋通り）
- 東京都道318号環状七号線（環七通り）

橋梁
- JR新金線中川放水路橋梁
- 上一色橋（新中川：上一色三丁目-西小岩二丁目）
- 上一色中橋（新中川：上一色三丁目-西小岩一丁目）
- JR総武本線中川放水路橋梁
- 辰巳新橋（新中川：上一色二丁目-南小岩六丁目）

## 施設
- 江戸川区立上一色中学校
- 正蔵院
- 常福寺

## その他

### 日本郵便
- 郵便番号 : 133-0041[3]（集配局 : 小岩郵便局[17]）。